# Iejoši Tokugawa
Iejoši Tokugawa (japonsky 徳川 家慶, Tokugawa Iejoši) byl dvanáctým šógunem Tokugawské dynastie, který zastával úřad od roku 1837 do roku 1853. Byl druhým synem šóguna Ienariho Tokugawy, během jehož vlády se pod vedením šogunova poradce Tadakuniho Mizuna uskutečnily reformy Tenpó.

## Kultura
Iejoši Tokugawa je vedlejší postava v muzikálu Stephena Sondheima "Pacific Overtures", ve kterém je zavražděn svou matkou, která na to použila otrávený chryzantémový čaj.
Je také vedlejší postavou v prvních dvou dílech Kjoširo Nemuro natočených pro televizi, kde jej hrál Masakazu Tamura.